# Tour du Qatar 2010
La 9e édition du Tour du Qatar s'est déroulée du 7 au 12 février. Elle était inscrite au calendrier de l'UCI Asia Tour et se déroulait sur six étapes. Le Néerlandais Wouter Mol (Vacansoleil) a remporté le classement final.

## Présentation

### Équipes présentes
Liste de départ
| Milram           | Omega Pharma-Lotto           | Garmin-Transitions  | Katusha        |
| Saxo Bank        | Quick Step                   | Team HTC-Columbia   | Liquigas-Doimo |
| AG2R La Mondiale | Topsport Vlaanderen-Mercator | Trek Livestrong U23 | Vacansoleil    |
| Saur Sojasun     | Cervélo TestTeam             | Sky                 |                |

### Favoris
Tom Boonen (Quick Step), vainqueur en 2006, 2008 et 2009, est l'un des principaux favoris de la course, avec Heinrich Haussler (Cervélo TestTeam), Tyler Farrar (Garmin-Transitions), Daniele Bennati (Liquigas) et Danilo Napolitano (Katusha). Romain Feillu (Vacansoleil), Jimmy Casper (Saur-Sojasun), Juan José Haedo et Stuart O’Grady (Saxo Bank), Gerald Ciolek (Milram), Bernard Eisel (HTC-Columbia) et Francesco Chicchi (Liquigas) tenteront également de tirer leur épingle du jeu lors des sprints massifs.
Dans un autre registre, Fabian Cancellara (Saxo Bank), Philippe Gilbert (Omega Pharma-Lotto), Alessandro Ballan (BMC Racing), Filippo Pozzato (Katusha) ou encore Bradley Wiggins et Edvald Boasson Hagen (Sky) pourraient profiter des aléas d’une course toujours animée par le vent pour creuser l’écart et surprendre les sprinteurs.

### Parcours
Ce tour du Qatar débute le 7 février par un contre-la-montre par équipe, et finit le 12 février, après cinq étapes en ligne.

## Étapes
| Étape     | Date       | Villes étapes                       | km          | Vainqueur d’étape | Leader du classement général |
| --------- | ---------- | ----------------------------------- | ----------- | ----------------- | ---------------------------- |
| 1re étape | 7 février  | West Bay Lagoon – West Bay Lagoon   | 8.2 (Clm/é) | Sky               | Edvald Boasson Hagen         |
| 2e étape  | 8 février  | Camel Race Track – Qatar Foundation | 147         | Geert Steurs      | Wouter Mol                   |
| 3e étape  | 9 février  | Dukhan – Mesaieed                   | 136.5       | Tom Boonen        | Wouter Mol                   |
| 4e étape  | 10 février | The Pearl – Al Khor Corniche        | 146.5       | Francesco Chicchi | Wouter Mol                   |
| 5e étape  | 11 février | Lusail – Madinat Al Shamal          | 142         | Tom Boonen        | Wouter Mol                   |
| 6e étape  | 12 février | Al Wakra – Doha Corniche            | 123.5       | Francesco Chicchi | Wouter Mol                   |

## Récit de la course

### 1reétape
Cette 1re étape est un contre-la-montre par équipe de 8,2 kilomètres.
La formation Sky, nouvelle venue cette saison réalise un temps de 9 min 41 s (moyenne de 50,809 km/h), devançant finalement les coureurs de Garmin-Transitions de 8 secondes, après la pénalité d’une minute infligée à l’équipe Cervélo TestTeam, initialement deuxième, pour relais interdit.

La troisième place revient à l'équipe Saxo Bank, à 13 s. Le tenant du titre Tom Boonen et son équipe Quick Step réalisent une performance décevante, puisqu'ils terminent cinquième, à 20 s.
|    | Équipe             | Pays        |    | Temps      |
| -- | ------------------ | ----------- | -- | ---------- |
| 1  | Sky                | Royaume-Uni | en | 9 min 41 s |
| 2  | Garmin-Transitions | États-Unis  | +  | 08 s       |
| 3  | Saxo Bank          | Danemark    |    | 13 s       |
| 4  | Team HTC-Columbia  | États-Unis  |    | 18 s       |
| 5  | Quick Step         | Belgique    |    | 20 s       |
| 6  | Saur-Sojasun       | France      |    | 21 s       |
| 7  | Liquigas-Doimo     | Italie      |    | m.t.       |
| 8  | BMC Racing         | États-Unis  |    | m.t.       |
| 9  | Vacansoleil        | Pays-Bas    |    | 22 s       |
| 10 | Milram             | Allemagne   |    | 25 s       |

|    | Coureur              | Pays        | Équipe             |    | Temps      |
| -- | -------------------- | ----------- | ------------------ | -- | ---------- |
| 1  | Edvald Boasson Hagen | Norvège     | Sky                | en | 9 min 41 s |
| 2  | Juan Antonio Flecha  | Espagne     | Sky                | +  | m.t.       |
| 3  | Bradley Wiggins      | Royaume-Uni | Sky                |    | m.t.       |
| 4  | Geraint Thomas       | Royaume-Uni | Sky                |    | m.t.       |
| 5  | Lars Petter Nordhaug | Norvège     | Sky                |    | m.t.       |
| 6  | Russell Downing      | Royaume-Uni | Sky                |    | 2 s        |
| 7  | Tyler Farrar         | États-Unis  | Garmin-Transitions |    | 8 s        |
| 8  | Martijn Maaskant     | Pays-Bas    | Garmin-Transitions |    | m.t.       |
| 9  | Murilo Fischer       | Brésil      | Garmin-Transitions |    | m.t.       |
| 10 | Svein Tuft           | Canada      | Garmin-Transitions |    | m.t.       |

### 2eétape
Après avoir respecté une minute de silence en mémoire de Franco Ballerini, décédé la veille en Italie, le peloton du Tour du Qatar s’est élancé du Camel Race Track pour la plus longue étape de cette édition 2010 (147 kilomètres). Avant même le départ réel, le Norvégien Kurt Asle Arvesen (Sky) est contraint à l’abandon, victime d'une blessure à l’épaule lors d’une chute.
Dès le deuxième kilomètre, Wouter Mol (Vacansoleil) parvient à s'extirper du peloton, malgré un fort vent de face. Il est rapidement rejoint par un autre attaquant, Geert Steurs (Topsport Vlaanderen-Mercator), et les deux vont rapidement prendre une avance conséquente sur un peloton peu préoccupé par cette échappée. En effet, les deux échappés ont déjà 3 minutes d'avance au km 7, et un maximum de 22 minutes et 40 secondes au km 36. Les équipes Garmin-Transitions et Cervélo TestTeam vont ensuite prendre les commandes du peloton, et l’écart commence à diminuer.
Alors que les coureurs virent à droite, et sous l'effet d’un vent de trois-quart face, le peloton se scinde en plusieurs groupes. Dans un premier groupe de 28 coureurs figurent notamment le tenant du titre Tom Boonen (Quick Step) ainsi qu’un certain nombre de candidats à la victoire finale comme Heinrich Haussler (Cervélo TestTeam), Philippe Gilbert (Omega Pharma-Lotto), Tyler Farrar (Garmin-Transitions) ou encore Alessandro Ballan (BMC Racing Team). Le maillot or Edvald Boasson Hagen (Sky) est, quant à lui, piégé dans un second groupe.
Au premier sprint intermédiaire (km 53,5), remporté par Mol devant Steurs, le groupe Boonen emmené par Kevin Hulsmans (Quick Step, troisième du sprint) pointe à 16 minutes et 15 secondes. Les écarts entre les différents pelotons augmentent et le retard du maillot or sur le groupe Boonen passe de 30 secondes à plus d’une minute. Au deuxième sprint intermédiaire (km 96), remporté une nouvelle fois par Mol devant Steurs, le groupe Boonen comprenant alors 20 éléments et conduit par Haussler (3e du sprint), pointe à 9 minutes et 3 secondes des hommes de tête.
À 25 kilomètres de l'arrivée, les échappés possèdent encore 5 minutes et 30 secondes d'avance, mais continuent à perdre du terrain. Heinrich Haussler (Cervélo TestTeam) attaque à un peu plus de cinq kilomètres de la ligne. À trois kilomètres du but, les hommes de tête comptent encore 2 minutes et 20 secondes d’avance sur Haussler, seul, et 2 minutes 25 sur le reste du groupe Boonen, qui revient ensuite sur Haussler.
Geert Steurs (Topsport Vlaanderen-Mercator) remporte le sprint, devant son compagnon d’échapée. L’Allemand Roger Kluge (Milram) est troisième, à 1 minutes et 51 secondes. Le maillot or de leader revient à Wouter Mol (Vacansoleil) qui possède à présent 9 secondes d’avance sur Steurs, 2 minutes et 2 secondes sur Kluge et 2 minutes et 5 secondes Tom Boonen (Quick Step). L’ancien leader de l’épreuve, Edvald Boasson Hagen (Sky), est maintenant 42e au classement général, à plus de 9 minutes.
|    | Coureur           | Pays        | Équipe                       |    | Temps           |
| -- | ----------------- | ----------- | ---------------------------- | -- | --------------- |
| 1  | Geert Steurs      | Belgique    | Topsport Vlaanderen-Mercator | en | 3 h 31 min 00 s |
| 2  | Wouter Mol        | Pays-Bas    | Vacansoleil                  | +  | m.t.            |
| 3  | Roger Kluge       | Allemagne   | Milram                       |    | 1 min 51 s      |
| 4  | Heinrich Haussler | Allemagne   | Cervélo TestTeam             |    | 1 min 54 s      |
| 5  | Philippe Gilbert  | Belgique    | Omega Pharma-Lotto           |    | 1 min 55 s      |
| 6  | Roger Hammond     | Royaume-Uni | Cervélo TestTeam             |    | m.t.            |
| 7  | Tom Boonen        | Belgique    | Quick Step                   |    | m.t.            |
| 8  | Jeremy Hunt       | Royaume-Uni | Cervélo TestTeam             |    | m.t.            |
| 9  | Danilo Napolitano | Italie      | Katusha                      |    | m.t.            |
| 10 | Marcus Burghardt  | Allemagne   | BMC Racing                   |    | m.t.            |

|    | Coureur           | Pays       | Équipe                       |    | Temps           |
| -- | ----------------- | ---------- | ---------------------------- | -- | --------------- |
| 1  | Wouter Mol        | Pays-Bas   | Vacansoleil                  | en | 3 h 40 min 51 s |
| 2  | Geert Steurs      | Belgique   | Topsport Vlaanderen-Mercator | +  | 9 s             |
| 3  | Roger Kluge       | Allemagne  | Milram                       |    | 2 min 02 s      |
| 4  | Tom Boonen        | Belgique   | Quick Step                   |    | 2 min 05 s      |
| 5  | Marcus Burghardt  | Allemagne  | BMC Racing                   |    | 2 min 06 s      |
| 6  | Philippe Gilbert  | Belgique   | Omega Pharma-Lotto           |    | 2 min 18 s      |
| 7  | Danilo Napolitano | Italie     | Katusha                      |    | m.t.            |
| 8  | Stuart O'Grady    | Australie  | Saxo Bank                    |    | 2 min 40 s      |
| 9  | Tyler Farrar      | États-Unis | Garmin-Transitions           |    | 2 min 41 s      |
| 10 | Marco Velo        | Italie     | Quick Step                   |    | 2 min 47 s      |

### 3eétape
Contrairement aux journées précédentes, le vent favorable sur l’ensemble du parcours a nettement faibli. Une première échappée se forme dès le kilomètre 2 lorsque Klaas Lodewyck (Topsport Vlaanderen-Mercator) attaque, suivi par Sébastien Hinault (AG2R La Mondiale) et Alex Dowsett (Trek Livestrong U23). L’avantage du trio de tête ne dépasse jamais 55 secondes. Ils sont finalement repris au kilomètre 23.
Aucune autre véritable échappée n'est à déclarer jusqu’au premier sprint intermédiaire (km 57,5), remporté par Danilo Napolitano (Katusha) devant Heinrich Haussler (Cervélo TestTeam) et Marcus Burghardt (BMC Racing). Au kilomètre 60, Gatis Smukulis (AG2R La Mondiale) et Steven Van Vooren (Topsport Vlaanderen-Mercator) s'extirpent du peloton. Les 2 hommes parvient à prendre 2 minutes et 30 secondes d'avance au kilomètre 72. Mais en route vers l’est, les équipes Cervélo TestTeam et Garmin-Transitions prennent en main la poursuite et l’écart chute. Les échappés sont repris au kilomètre 107. Le deuxième sprint intermédiaire (km 114.5) est remporté par le meilleur jeune du Tour du Qatar, Roger Kluge (Milram), devant Peter Wrolich (Milram) et Philippe Gilbert (Omega Pharma-Lotto).
L'étape se conclut par un sprint massif, remporté par Tom Boonen (Quick Step). Il devance Heinrich Haussler (Cervélo TestTeam) et Baden Cooke (Saxo Bank). Le maillot or reste sur les épaules de Wouter Mol (Vacansoleil) qui possède toujours 9 secondes d’avance sur Geert Steurs (Topsport Vlaanderen-Mercator), tandis que Boonen profite de ce seizième succès au Qatar pour se rapprocher à 1 minute et 55 secondes. Concernant les classements annexes, le maillot argent du classement par points est maintenant dominé par Heinrich Haussler (Cervélo TestTeam), Roger Kluge (Milram) est toujours meilleur jeune et Topsport Vlaanderen-Mercator la meilleure équipe.
|    | Coureur           | Pays       | Équipe              |    | Temps           |
| -- | ----------------- | ---------- | ------------------- | -- | --------------- |
| 1  | Tom Boonen        | Belgique   | Quick Step          | en | 3 h 01 min 39 s |
| 2  | Heinrich Haussler | Allemagne  | Cervélo TestTeam    | +  | m.t.            |
| 3  | Baden Cooke       | Australie  | Saxo Bank           |    | m.t.            |
| 4  | Kenny Dehaes      | Belgique   | Omega Pharma-Lotto  |    | m.t.            |
| 5  | Daniele Bennati   | Italie     | Liquigas            |    | m.t.            |
| 6  | Peter Wrolich     | Autriche   | Milram              |    | m.t.            |
| 7  | Taylor Phinney    | États-Unis | Trek Livestrong U23 |    | m.t.            |
| 8  | Bobbie Traksel    | Pays-Bas   | Vacansoleil         |    | m.t.            |
| 9  | Tyler Farrar      | États-Unis | Garmin-Transitions  |    | m.t.            |
| 10 | Philippe Gilbert  | Belgique   | Omega Pharma-Lotto  |    | m.t.            |

|    | Coureur           | Pays       | Équipe                       |    | Temps           |
| -- | ----------------- | ---------- | ---------------------------- | -- | --------------- |
| 1  | Wouter Mol        | Pays-Bas   | Vacansoleil                  | en | 6 h 42 min 30 s |
| 2  | Geert Steurs      | Belgique   | Topsport Vlaanderen-Mercator | +  | 9 s             |
| 3  | Tom Boonen        | Belgique   | Quick Step                   |    | 1 min 55 s      |
| 4  | Roger Kluge       | Allemagne  | Milram                       |    | 1 min 59 s      |
| 5  | Marcus Burghardt  | Allemagne  | BMC Racing                   |    | 2 min 05 s      |
| 6  | Danilo Napolitano | Italie     | Katusha                      |    | 2 min 15 s      |
| 7  | Philippe Gilbert  | Belgique   | Omega Pharma-Lotto           |    | 2 min 17 s      |
| 8  | Stuart O'Grady    | Australie  | Saxo Bank                    |    | 2 min 40 s      |
| 9  | Tyler Farrar      | États-Unis | Garmin-Transitions           |    | 2 min 41 s      |
| 10 | Heinrich Haussler | Allemagne  | Cervélo TestTeam             |    | 2 min 43 s      |

### 4eétape
Dès les premiers hectomètres, trois coureurs sortent du peloton : Martin Kohler (BMC Racing), Jesse Sergent (Trek Livestrong U23) et Sep Vanmarcke (Topsport Vlaanderen-Mercator). Ce trio prend rapidement de l'avance sur le peloton : 1 minute au km 3 et 3 minutes et 20 secondes au premier sprint intermédiaire (km 65.5), remporté par Kohler devant Sergent et Vanmarcke.
Sous la conduite de l’équipe Vacansoleil du maillot or Wouter Mol, le peloton se rapproche progressivement. Au deuxième sprint intermédiaire (km 94.5) remporté par Kohler devant Vanmarcke et Sergent, l’écart n'est plus que de 2 minutes et 40 secondes.
À 25 kilomètres de l’arrivée, les hommes de tête ont encore 1 minute et 40 secondes d’avance sur le peloton, mais sont repris au kilomètre 130. Les équipes de sprinteurs prennent alors en main l'allure du peloton. Alors que certains coureurs s'en trouvent distancés, c'est un peloton d’une soixantaine d’éléments qui se présente pour le sprint final. Francesco Chicchi (Liquigas) profite du bon travail de son équipe pour remporter sa première victoire sur le Tour du Qatar. L'Italien s’impose devant Heinrich Haussler (Cervélo TestTeam) et Juan José Haedo (Saxo Bank).
Le Néerlandais Wouter Mol (Vacansoleil) reste en tête du classement général. Le maillot or possède toujours 9 secondes d'avance sur Geert Steurs (Topsport Vlaanderen-Mercator). Le tenant du titre Tom Boonen (Quick Step) conserve la troisième place à 1 minute et 55 secondes. Les maillots argent et bleu restent respectivement sur les épaules d'Heinrich Haussler (Cervélo TestTeam) et Roger Kluge (Milram).
|    | Coureur           | Pays       | Équipe              |    | Temps           |
| -- | ----------------- | ---------- | ------------------- | -- | --------------- |
| 1  | Francesco Chicchi | Italie     | Liquigas-Doimo      | en | 3 h 16 min 48 s |
| 2  | Heinrich Haussler | Allemagne  | Cervélo TestTeam    | +  | m.t.            |
| 3  | Juan José Haedo   | Argentine  | Saxo Bank           |    | m.t.            |
| 4  | Theo Bos          | Pays-Bas   | Cervélo TestTeam    |    | m.t.            |
| 5  | Kenny Dehaes      | Belgique   | Omega Pharma-Lotto  |    | m.t.            |
| 6  | Roger Kluge       | Allemagne  | Milram              |    | m.t.            |
| 7  | Kristof Goddaert  | Belgique   | AG2R La Mondiale    |    | m.t.            |
| 8  | Taylor Phinney    | États-Unis | Trek Livestrong U23 |    | m.t.            |
| 9  | Danilo Napolitano | Italie     | Katusha             |    | m.t.            |
| 10 | Baden Cooke       | Australie  | Saxo Bank           |    | m.t.            |

|    | Coureur           | Pays      | Équipe                       |    | Temps           |
| -- | ----------------- | --------- | ---------------------------- | -- | --------------- |
| 1  | Wouter Mol        | Pays-Bas  | Vacansoleil                  | en | 9 h 59 min 28 s |
| 2  | Geert Steurs      | Belgique  | Topsport Vlaanderen-Mercator | +  | 9 s             |
| 3  | Tom Boonen        | Belgique  | Quick Step                   |    | 1 min 55 s      |
| 4  | Roger Kluge       | Allemagne | Milram                       |    | 1 min 59 s      |
| 5  | Danilo Napolitano | Italie    | Katusha                      |    | 2 min 15 s      |
| 6  | Philippe Gilbert  | Belgique  | Omega Pharma-Lotto           |    | 2 min 17 s      |
| 7  | Marcus Burghardt  | Allemagne | BMC Racing                   |    | 2 min 21 s      |
| 8  | Heinrich Haussler | Allemagne | Cervélo TestTeam             |    | 2 min 37 s      |
| 9  | Francesco Chicchi | Italie    | Liquigas-Doimo               |    | 2 min 38 s      |
| 10 | Stuart O'Grady    | Australie | Saxo Bank                    |    | 2 min 46 s      |

### 5eétape
Un vent du sud accueille les coureurs du Tour du Qatar dès le départ de cette cinquième étape à Lusail. Le temps est par conséquent favorable à la formation de bordures. Dès l’entame de la course, la vitesse du peloton, profitant d’un vent favorable, est élevée (plus de 49 km lors de la première heure). Au kilomètre 18, trois coureurs parviennent à s'extirper du peloton : Adam Hansen (HTC-Columbia), Mikhail Ignatiev (Katusha) et Svein Tuft (Garmin-Transitions). Ils sont rejoints par Martin Reimer (Cervélo TestTeam), Simon Zahner (BMC Racing) et Christophe Riblon (AG2R La Mondiale). Ces six hommes de tête vont voir leur avantage passer de 50 secondes au km 29 à 1 minute et 50 secondes au premier sprint intermédiaire (km 46) remporté par Reimer devant Ignatiev et Zahner.
Alors que les leaders virent vers le nord, le peloton emmené par l’équipe Saxo Bank accélère et revient sur eux. Mais le vent n’étant pas assez soutenu pour créer des bordures, les Saxo-Bank stoppent leurs efforts et l’écart en faveur des echappés augmente à nouveau : de 25 secondes au km 56 à un maximum de 2 minutes et 30 secondes au km 76. Le deuxième sprint intermédiaire (km 113,5) est remporté par Reimer devant Riblon et Zahner alors que le peloton n'est plus qu'à 35 secondes.
En direction de Madinat Al Shamal, à la pointe nord du pays, les équipes de sprinteurs prennent les commandes du peloton et accélèrent. Tous les échappés sont repris au km 115. Une bordure va alors avoir lieu, à un peu moins de 25 km de l'arrivée. Devant, se trouve un groupe de 14 coureurs, dont le maillot or, Wouter Mol (Vacansoleil), le maillot bleu, Roger Kluge (Milram) ainsi que Fabian Cancellara (Saxo Bank), Tyler Farrar (Garmin-Transitions), Danilo Napolitano (Katusha) et Daniele Bennati (Liquigas), qui possède un avantage de 30 secondes sur un deuxième groupe comprenant notamment le tenant du titre Tom Boonen (Quick Step) et le porteur du maillot argent Heinrich Haussler (Cervélo TestTeam). L’écart va finalement chuter à l’entrée de Madinat Al Shamal. Le regroupement s'opère sous la flamme rouge. Comme à Mesaieed, lieu de sa première victoire cette année, Tom Boonen (Quick Step) se montre le plus rapide. Il devance sur la ligne Danilo Napolitano (Katusha) et Edvald Boasson Hagen (Sky) pour s’octroyer son 17e succès au Qatar.
Le maillot or Wouter Mol (Vacansoleil) possède toujours 9 secondes d’avance sur Geert Steurs (Topsport Vlaanderen-Mercator) et maintenant 1 minute et 45 secondes sur Boonen, toujours troisième. Haussler et Kluge conservent les maillots argent et bleu.
|    | Coureur              | Pays       | Équipe             |    | Temps           |
| -- | -------------------- | ---------- | ------------------ | -- | --------------- |
| 1  | Tom Boonen           | Belgique   | Quick Step         | en | 3 h 13 min 00 s |
| 2  | Danilo Napolitano    | Italie     | Katusha            | +  | m.t.            |
| 3  | Edvald Boasson Hagen | Norvège    | Sky                |    | m.t.            |
| 4  | Theo Bos             | Pays-Bas   | Cervélo TestTeam   |    | m.t.            |
| 5  | Juan José Haedo      | Argentine  | Saxo Bank          |    | m.t.            |
| 6  | Peter Wrolich        | Australie  | Milram             |    | m.t.            |
| 7  | Francesco Chicchi    | Italie     | Liquigas-Doimo     |    | m.t.            |
| 8  | Heinrich Haussler    | Allemagne  | Cervélo TestTeam   |    | m.t.            |
| 9  | Bernhard Eisel       | Australie  | Team HTC-Columbia  |    | m.t.            |
| 10 | Tyler Farrar         | États-Unis | Garmin-Transitions |    | m.t.            |

|    | Coureur           | Pays      | Équipe                       |    | Temps            |
| -- | ----------------- | --------- | ---------------------------- | -- | ---------------- |
| 1  | Wouter Mol        | Pays-Bas  | Vacansoleil                  | en | 13 h 12 min 28 s |
| 2  | Geert Steurs      | Belgique  | Topsport Vlaanderen-Mercator | +  | 9 s              |
| 3  | Tom Boonen        | Belgique  | Quick Step                   |    | 1 min 45 s       |
| 4  | Roger Kluge       | Allemagne | Milram                       |    | 1 min 59 s       |
| 5  | Marcus Burghardt  | Allemagne | BMC Racing                   |    | 2 min 05 s       |
| 6  | Danilo Napolitano | Italie    | Katusha                      |    | 2 min 09 s       |
| 7  | Philippe Gilbert  | Belgique  | Omega Pharma-Lotto           |    | 2 min 17 s       |
| 8  | Heinrich Haussler | Allemagne | Cervélo TestTeam             |    | 2 min 37 s       |
| 9  | Francesco Chicchi | Italie    | Liquigas-Doimo               |    | 2 min 38 s       |
| 10 | Stuart O'Grady    | Australie | Saxo Bank                    |    | 2 min 40 s       |

### 6eétape
Après deux kilomètres, quatre coureurs sortent du peloton : Patrick Gretsch (HTC-Columbia), Martin Kohler (BMC Racing), Niki Terpstra (Milram) et Ben King (Trek Livestrong U23). Ils ont une minute d'avance au km 9,5 et 1 minute 35 secondes au premier sprint intermédiaire (km 19,5) remporté par Gretsch devant Kohler et King. L’écart va encore augmenter et atteindre un maximum de 3 minutes et 50 secondes au kilomètre 70.
Dès lors, à l’approche du circuit final sur la corniche de Doha, les hommes de tête vont commencer à voir leur avance se réduire très nettement. En effet, si les échappés arrivent au premier passage sur la ligne pour entamer les sept tours du circuit de 6 kilomètres, avec une avance de 3 minutes et 30 secondes sur un peloton emmené par l’équipe Vacansoleil du maillot or Wouter Mol, au deuxième sprint intermédiaire (km 93.5, troisième passage sur la ligne), remporté par King devant Kohler et Terpstra, l'écart n'est plus que de 2 minutes et 40 secondes. Les équipes Liquigas, Cervélo TestTeam, Saur-Sojasun et Saxo Bank vont alors prendre l'allure du peloton en main. Une initiative peu appréciée par les échappés, puisqu'au cinquième passage sur la ligne, l’écart n’est plus que de 1 minute et 30 secondes et passe à 16 secondes au moment d’attaquer le dernier tour du circuit.
La jonction s'opère finalement au kilomètre 118. L'équipe Sky va alors accélérer le rythme. De nombreux coureurs s'en trouvent distancés. Sous la flamme rouge, les Garmin-Transitions mènent un peloton d'une cinquantaine de coureurs. Comme lors de la quatrième étape, Francesco Chicchi (Liquigas) remporte le sprint massif. Il devance sur la ligne Tyler Farrar (Garmin-Transitions) et Juan José Haedo (Saxo Bank).
Wouter Mol (Vacansoleil) franchit la ligne dans le peloton de tête et remporte ainsi le classement général de ce Tour du Qatar. Il devance finalement Geert Steurs (Topsport Vlaanderen-Mercator) de 35 secondes et le vainqueur 2009, Tom Boonen (Quick Step), de 1 minute et 45 secondes. Le maillot argent du classement par points revient à Heinrich Haussler (Cervélo TestTeam) alors que l’Allemand Roger Kluge (Milram) termine meilleur jeune de la course. Cervélo TestTeam remporte le classement par équipes.
|    | Coureur              | Pays       | Équipe             |    | Temps           |
| -- | -------------------- | ---------- | ------------------ | -- | --------------- |
| 1  | Francesco Chicchi    | Italie     | Liquigas-Doimo     | en | 2 h 42 min 49 s |
| 2  | Tyler Farrar         | États-Unis | Garmin-Transitions | +  | m.t             |
| 3  | Juan José Haedo      | Argentine  | Saxo Bank          |    | m.t             |
| 4  | Matthew Goss         | Australie  | HTC-Columbia       |    | m.t             |
| 5  | Jimmy Casper         | France     | Saur-Sojasun       |    | m.t             |
| 6  | Edvald Boasson Hagen | Norvège    | Sky                |    | m.t             |
| 7  | Tom Boonen           | Belgique   | Quick Step         |    | m.t             |
| 8  | Roger Kluge          | Allemagne  | Milram             |    | m.t             |
| 9  | Heinrich Haussler    | Allemagne  | Cervélo TestTeam   |    | m.t             |
| 10 | John Murphy          | États-Unis | BMC Racing         |    | m.t             |

|    | Coureur           | Pays      | Équipe                       |    | Temps            |
| -- | ----------------- | --------- | ---------------------------- | -- | ---------------- |
| 1  | Wouter Mol        | Pays-Bas  | Vacansoleil                  | en | 15 h 55 min 17 s |
| 2  | Geert Steurs      | Belgique  | Topsport Vlaanderen-Mercator | +  | 35 s             |
| 3  | Tom Boonen        | Belgique  | Quick Step                   |    | 1 min 45 s       |
| 4  | Roger Kluge       | Allemagne | Milram                       |    | 1 min 59 s       |
| 5  | Marcus Burghardt  | Allemagne | BMC Racing                   |    | 2 min 05 s       |
| 6  | Danilo Napolitano | Italie    | Katusha                      |    | 2 min 09 s       |
| 7  | Philippe Gilbert  | Belgique  | Omega Pharma-Lotto           |    | 2 min 17 s       |
| 8  | Francesco Chicchi | Italie    | Liquigas-Doimo               |    | 2 min 28 s       |
| 9  | Heinrich Haussler | Allemagne | Cervélo TestTeam             |    | 2 min 37 s       |
| 10 | Stuart O'Grady    | Australie | Saxo Bank                    |    | 2 min 40 s       |

## Classements finals

### Classement général
|    | Cycliste          | Pays      | Équipe                       | Temps               |
| -- | ----------------- | --------- | ---------------------------- | ------------------- |
| 1  | Wouter Mol        | Pays-Bas  | Vacansoleil                  | en 15 h 55 min 17 s |
| 2  | Geert Steurs      | Belgique  | Topsport Vlaanderen-Mercator | + 35 s              |
| 3  | Tom Boonen        | Belgique  | Quick Step                   | + 1 min 45 s        |
| 4  | Roger Kluge       | Allemagne | Milram                       | + 1 min 59 s        |
| 5  | Marcus Burghardt  | Allemagne | BMC Racing                   | + 2 min 05 s        |
| 6  | Danilo Napolitano | Italie    | Katusha                      | + 2 min 09 s        |
| 7  | Philippe Gilbert  | Belgique  | Omega Pharma-Lotto           | + 2 min 17 s        |
| 8  | Francesco Chicchi | Italie    | Liquigas                     | + 2 min 28 s        |
| 9  | Heinrich Haussler | Allemagne | Cervélo TestTeam             | + 2 min 37 s        |
| 10 | Stuart O'Grady    | Australie | Saxo Bank                    | + 2 min 40 s        |

### Classements annexes

#### Classement par points
|   | Cycliste          | Équipe           | Points |
| - | ----------------- | ---------------- | ------ |
| 1 | Heinrich Haussler | Cervélo TestTeam | 108    |
| 2 | Tom Boonen        | Quick Step       | 104    |
| 3 | Francesco Chicchi | Liquigas         | 82     |

#### Classement du meilleur jeune
|   | Cycliste       | Équipe                       | Temps               |
| - | -------------- | ---------------------------- | ------------------- |
| 1 | Roger Kluge    | Milram                       | en 15 h 57 min 16 s |
| 2 | Klaas Lodewyck | Topsport Vlaanderen-Mercator | + 1 min 01 s        |
| 3 | Nikolay Trusov | Katusha                      | + 1 min 57 s        |

#### Meilleure équipe
|   | Équipe                       | Pays     | Temps               |
| - | ---------------------------- | -------- | ------------------- |
| 1 | Cervélo TestTeam             | Suisse   | en 47 h 32 min 51 s |
| 2 | Topsport Vlaanderen-Mercator | Belgique | + 17 s              |
| 3 | Quick Step                   | Belgique | + 1 min 26 s        |

## Évolutions des classements
| Étape            | Vainqueur         | Classement général   | Classement par points | Classement du meilleur jeune | Classement par équipes       |
| ---------------- | ----------------- | -------------------- | --------------------- | ---------------------------- | ---------------------------- |
| 1                | Sky               | Edvald Boasson Hagen | Non décerné           | Edvald Boasson Hagen         | Sky                          |
| 2                | Geert Steurs      | Wouter Mol           | Geert Steurs          | Roger Kluge                  | Topsport Vlaanderen-Mercator |
| 3                | Tom Boonen        | Wouter Mol           | Heinrich Haussler     | Roger Kluge                  | Topsport Vlaanderen-Mercator |
| 4                | Francesco Chicchi | Wouter Mol           | Heinrich Haussler     | Roger Kluge                  | Topsport Vlaanderen-Mercator |
| 5                | Tom Boonen        | Wouter Mol           | Heinrich Haussler     | Roger Kluge                  | Topsport Vlaanderen-Mercator |
| 6                | Francesco Chicchi | Wouter Mol           | Heinrich Haussler     | Roger Kluge                  | Cervélo TestTeam             |
| Classement final | Classement final  | Wouter Mol           | Heinrich Haussler     | Roger Kluge                  | Cervélo TestTeam             |